# Moby Dick (miniserie de 1998)
Moby Dick es una miniserie de 1998 dirigida por Franc Roddam y protagonizada por Henry Thomas, Patrick Stewart y Piripi Waretini. Es la quinta adaptación de la novela homónima de Herman Melville, que fue realizada para la televisión.

## Argumento
El joven Ismael, antes un maestro de escuela, está movido ahora por su afán de aventura y para ello llega durante una tormentosa noche de invierno a Nantucket con el propósito de enrolarse en un barco ballenero. En el puerto se encuentra con un personaje de imponente aspecto llamado Queequeg que finalmente resulta ser un amable arponero maorí. Más tarde, estando en una taberna, ambos se enteran de que el capitán Ahab está reclutando su nueva tripulación, por lo que deciden unirse a él.
El Capitán Ahab resulta ser un hombre impulsivo, endurecido y obsesionado por coger a Moby Dick, la Ballena Blanca. Para ese propósito arrastra a un puñado de hombres a una aventura de incalculables consecuencias, a pesar de las advertencias del padre Mapple.

## Recepción
| Actor               | Papel        |
| ------------------- | ------------ |
| Henry Thomas        | Ishmael      |
| Patrick Stewart     | Capitán Ahab |
| Hugh Keays-Byrne    | Sr. Stubb    |
| Piripi Waretini     | Queequeg     |
| Norman D. Golden II | Pequeño Pip  |
| Shane Connor        | Sr. Flask    |
| Dominic Purcell     | Bulkington   |
| Ted Levine          | Starbuck     |
| Matthew E. Montoya  | Tashtego     |
| Gregory Peck        | Padre Mapple |

## Producción
Fue filmado en Australia. Para hacer las ballenas se utilizaron efectos especiales.

## Recepción
En el presente, la miniserie ha sido valorada en portales cinematográficos. En IMDb, por ejemplo, con aproximadamente 4100 votos registrados, la miniserie obtiene una media ponderada de 6,4 sobre 10.